# Чумаченко, Александр Андреевич
Александр Андреевич Чумаченко (1913 — 1994) — авиаконструктор, один из ведущих разработчиков самолётов  МиГ-29 и МиГ-31, доктор технических наук и лауреат Ленинской премии и Сталинской премии.

## Ранние годы и образование
Родился Александр Чумаченко 15 февраля 1913 года в Киеве. После окончания семилетней школы с сентября 1927 года учился в механическом техникуме, который окончил в марте 1931 года. В сентябре 1933 года поступил в Киевский авиационный институт имени К. Ворошилова (в дальнейшем Киевский филиал Ленинградского института инженеров ГВФ) на эксплуатационно-механическое отделение, которое окончил в июле 1938 года с присвоением квалификации инженера-механика по эксплуатации самолётов и моторов.

## Работа в Авиационной Промышленности
Работу в авиационной промышленности Александр Чумаченко начал с февраля 1938 года как инженер аэродинамик ЦАГИ. С марта 1939 года работал на авиазаводе № 43 в Киеве в должности старшего инженера- инженер-аэродинамик сперва как командированный, а с июля был включён в штат ОКО завода. В январе 1941 года переведён на завод № 483. В начале августа 1941 года эвакуирован вместе с семьёй в Куйбышев и переведён на вновь строящийся авиазавод № 122, куда влился эвакуированный завод № 483. После эвакуации завода № 1 им. Сталина и объединения его с заводом № 122 был переведён в ОКО завода № 1, который возглавлял А. И. Микоян.
В связи с организацией в марте 1942 года самостоятельного завода № 155 НКАП (ОКБ-155) во главе с А. И. Микояном был назначен на должность старшего инженера аэродинамика. Потом Александр Чумаченко работал начальником группы аэродинамики, ведущим конструктором — начальником бригады аэродинамики, ведущим конструктором — начальником отдела аэродинамики. В дальнейшем проектов. С августа 1958 года был возглавлял отдел назначен заместителем главного конструктора. В январе 1963 года заместителем генерального конструктора.
Решением высшей аттестационной комиссии при Совете министров СССР от 30 апреля 1982 года ему была присуждена учёная степень доктор технических наук.

## Работа над истребителями «МиГ»
Начиная с истребителя МиГ-15 и всех последующих типов самолётов руководил разработкой аэродинамических схем, выполнением аэродинамических расчётов, проведением испытаний моделей в аэродинамических трубах ЦАГИ, обеспечивал сопровождение лётных испытаний опытных образцов самолётов по вопросам аэродинамики.
Высококвалифицированный специалист, обладающий незаурядными качествами инженера, учёного и организатора особо сложных работ по созданию новых образцов авиационной и ракетной техники. Под его руководством и при непосредственном участии разработаны технические предложения, эскизный проект, техническая документация на опытные образцы фронтового истребителя четвёртого поколения Миг-29 (9.12), проведён большой объём научно исследовательских и опытно конструкторских работ, результаты которых были реализованы в конструкции МиГ-29 и его систем, а также решены важнейшие задачи по созданию всего авиационного комплекса.
Внёс большой вклад в решение многих новых задач, обеспечивших достижение и в ряде случаев превышение мирового уровня лётно-технических характеристик, позволивших установить мировые рекорды по максимальной скорости, скороподъёмности, практическому потолку полёта; применение стреловидного крыла на самолётах МиГ-15, МиГ-17, МиГ-19, треугольного крыла самолётах МиГ-21, крыла с изменяемой стреловидностью на самолётах МиГ-23, МиГ-27, боковых воздухозаборников МиГ-23, МиГ-25, МиГ-27, МиГ-29, МиГ-31, интегрированной компоновки планера самолёта МиГ-29; эффективное управление самолётом за счёт внедрения систем автоматического управления и перекрёстных связей между органами управления; безопасное отделение от самолёта при боевом применении всех видов подвешиваемого оружия.

## Последние годы и смерть
С апреля 1987 г. А. А. Чумаченко, несмотря на пенсионный возраст, продолжил работу в ОКБ на должности ведущего конструктора. С ноября 1991 года по январь 1992 г. был назначен и. о. заместителя главного конструктора. Умер он 9 мая 1994 года.

## Память и итоги жизни
Того что Чумаченко добился хватило бы на многие жизни. У Александра Андреевича она была одна. Он прожил её в творческом горении.
«Чумаченко был умнейшим из главных конструкторов, мог на равных говорить с академиками из смежных отраслей и даже поправлять их: Был ровен и корректен с подчинёнными, никогда «не размахивал шашкой», чем грешили иногда главные конструкторы» 
- сказал об Александре Чумаченко один из его коллег
Память о выдающемся авиаконструкторе живёт во многих стремительных контурах МиГов, но, конечно, главный итoг его жизни — легенда XX века, не стареющий истребитель МиГ-29.

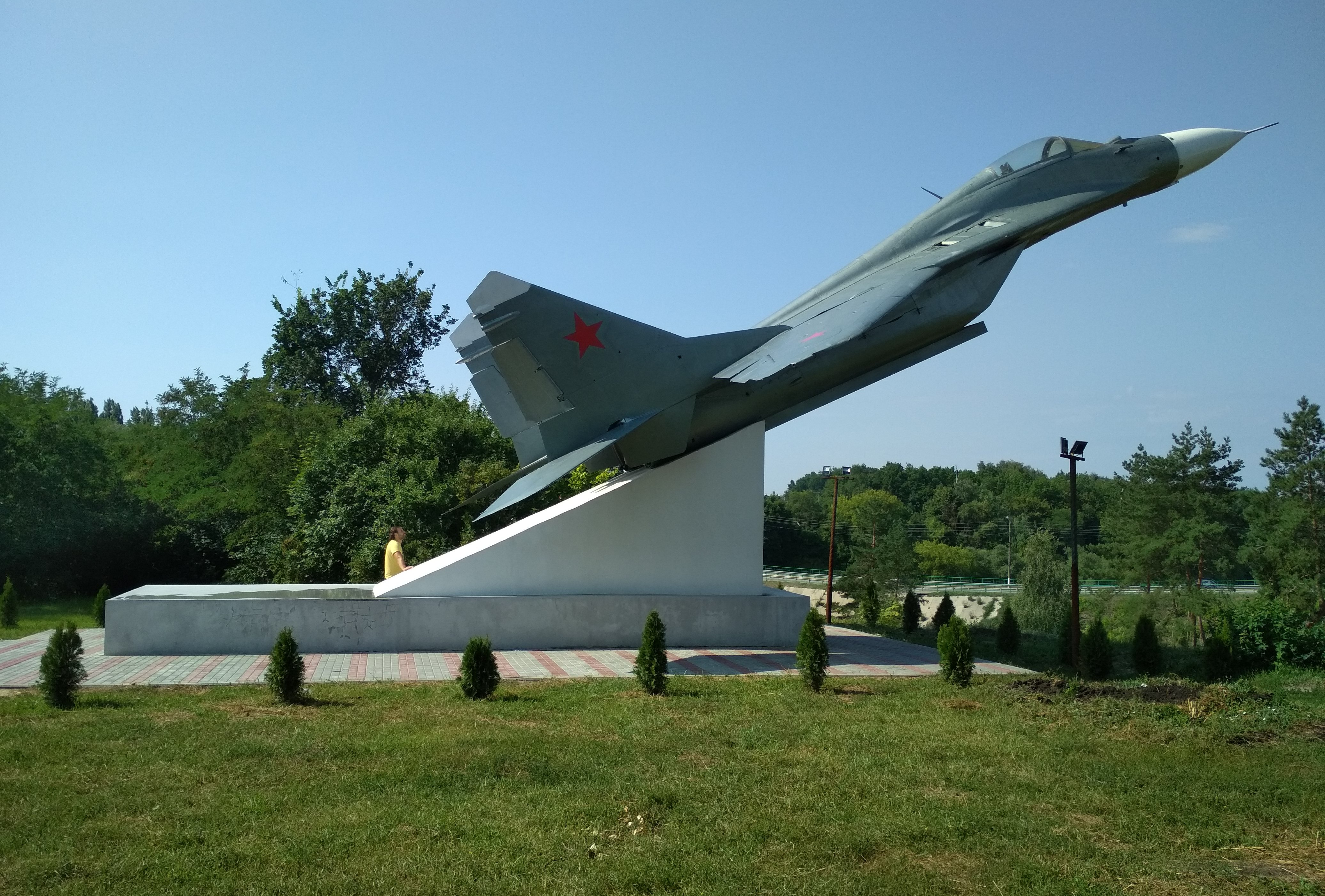

## Награды
Лауреаты Ленинской премии 1962 года и Государственной премии 2-й степени 1953 года. Награждён Орденом Октябрьской Революции (1988 г.), двумя Орденами Трудового Красного Знамени (1956 г., 1971 г.), медалями.